# Анортит
Анортит је минерал из групе алуминосиликата прецизније алуминосилиикат калцијума са молекулском формулом .

Тврдоћа по Мосовој скали - 6

Густина - 2,7 g/cm3

Боја - бела, сива

Сјајност - стакласт